# ITTF World Tour 2016
Die ITTF World Tour fand 2016 in ihrer 21. Austragung statt. Sie begann am 20. Januar mit den Hungarian Open in Budapest und endete am 11. Dezember mit dem letzten Spieltag der Grand Finals in Doha.

## Modus
Die teilnehmenden Spieler konnten in 20 verschiedenen Qualifikationsturnieren spielen, die in drei Kategorien – Super, Major und Challenge Series – eingeteilt waren. In jedem Turnier gab es für Männer und Frauen je einen Einzel-, Doppel- und U-21-Wettbewerb. Je nach Kategorie und erreichter Platzierung wurden Punkte verteilt, wobei die Spieler mit den meisten Punkten sich für die Grand Finals qualifizierten. Im Einzel qualifizierten sich 16 Spieler, wobei jeder an mindestens 5 Turnieren teilgenommen haben musste, im Doppel 8 Paare, die in derselben Besetzung an 4 Turnieren teilgenommen haben mussten, im U-21-Wettbewerb 8 Spieler, die an 4 Turnieren auf mindestens 2 verschiedenen Kontinenten teilgenommen haben mussten. Ein Platz war für einen Spieler bzw. ein Doppel des Gastgeberlandes der Grand Finals reserviert, falls jemand vorhanden war, der die Teilnahmekriterien erfüllte.
Die Grand Finals fanden von Anfang an im K.-o.-System statt.
| Punkte- verteilung | Super Series (6×) | Super Series (6×) | Super Series (6×) | Major Series (6×) | Major Series (6×) | Major Series (6×) | Challenge Series (8×) | Challenge Series (8×) | Challenge Series (8×) |
| Punkte- verteilung | Einzel            | Doppel            | U-21              | Einzel            | Doppel            | U-21              | Einzel                | Doppel                | U-21                  |
| Platz 1            | 500               | 300               | 300               | 200               | 200               | 200               | 100                   | 100                   | 100                   |
| Platz 2            | 300               | 150               | 150               | 100               | 100               | 100               | 50                    | 50                    | 50                    |
| Halbfinale         | 200               | 75                | 75                | 50                | 50                | 50                | 25                    | 25                    | 25                    |
| Viertelfinale      | 100               | 38                | 38                | 25                | 25                | 25                | 13                    | 13                    | 13                    |
| Achtelfinale       | 50                | 19                | 19                | 13                | 13                | 13                | 6                     | 6                     | 6                     |
| letzte 32          | 25                | –                 | 9                 | 6                 | –                 | 6                 | 3                     | –                     | 3                     |
| letzte 64          | –                 | –                 | –                 | 3                 | –                 | 3                 | 2                     | –                     | 2                     |

## Turniere
Insgesamt gab es 8 Turniere der Challenge Series und jeweils 6 Turniere der Major und Super Series. 11 Turniere fanden in Europa statt, 7 (inklusive Grand Finals) in Asien und je eins in (Latein-)Amerika, Afrika und Ozeanien, wobei die German Open das einzige Turnier der Super Series waren, das nicht in Asien stattfand. Die drei Turniere außerhalb Europas und Asiens gehörten alle zur Challenge Series.
| Super Series | Major Series | Challenge Series | Grand Finals |

| Nr. | Turnier         | Ort            | Datum         | Gewinner Männer       | Gewinner Männer                    | Gewinner Männer   | Gewinnerinnen Frauen | Gewinnerinnen Frauen             | Gewinnerinnen Frauen | Preis- geld |
| Nr. | Turnier         | Ort            | Datum         | Einzel                | Doppel                             | U-21              | Einzel               | Doppel                           | U-21                 | Preis- geld |
| --- | --------------- | -------------- | ------------- | --------------------- | ---------------------------------- | ----------------- | -------------------- | -------------------------------- | -------------------- | ----------- |
| 1   | Hungarian Open  | Budapest       | 20.1.–24.1.   | Chuang Chih-Yuan      | Chuang Chih-Yuan Huang Sheng-Sheng | Lim Jong-hoon     | Tie Yana             | Jeon Jihee Yang Ha-eun           | Miyu Katō            | $ 70.000    |
| 2   | German Open     | Berlin         | 27.1.–31.1.   | Ma Long               | Masataka Morizono Yūya Ōshima      | Yūto Muramatsu    | Wu Yang              | Jeon Jihee Yang Ha-eun           | Yui Hamamoto         | $ 120.000   |
| 3   | Kuwait Open     | Kuwait         | 16.3.–20.3.   | Zhang Jike            | Xu Xin Zhang Jike                  | Hugo Calderano    | Li Xiaoxia           | Ding Ning Liu Shiwen             | Hina Hayata          | $ 300.000   |
| 4   | Qatar Open      | Doha           | 23.3.–27.3.   | Ma Long               | Fan Zhendong Zhang Jike            | Ho Kwan Kit       | Liu Shiwen           | Ding Ning Liu Shiwen             | Zeng Jian            | $ 220.000   |
| 5   | Chile Open      | Santiago       | 5.4.–9.4.     | Antoine Hachard       | Antoine Hachard Romain Ruiz        | Florian Schreiner | Rachel Moret         | María Lorenzotti Candela Molero  | Idalys Lovet         | $ 35.000    |
| 6   | Polish Open     | Warschau       | 20.4.–24.4.   | Jun Mizutani          | Masataka Morizono Yūya Ōshima      | Wang Zhixu        | Miu Hirano           | Jeon Jihee Yang Ha-eun           | Miyu Katō            | $ 70.000    |
| 7   | Nigeria Open    | Lagos          | 18.5.–22.5.   | Benedek Oláh          | Andrey Bukin Vasilij Filatov       | Shady Magdy       | Shao Jieni           | Irina Ermakova Olga Kulikova     | Irinia Ciobanu       | $ 46.000    |
| 8   | Croatia Open    | Zagreb         | 24.5.–28.5.   | Joo Se-hyuk           | Patrick Franziska Jonathan Groth   | Tomislav Pucar    | Hitomi Satō          | Doo Hoi Kem Lee Ho Ching         | Mima Itō             | $ 35.000    |
| 9   | Slovenia Open   | Otočec         | 1.6.–5.6.     | Jun Mizutani          | Ho Kwan Kit Wong Chun Ting         | João Geraldo      | Feng Tianwei         | Marija Dolgich Polina Michailowa | Hitomi Satō          | $ 35.000    |
| 10  | Australian Open | Melbourne      | 8.6.–12.6.    | Jun Mizutani          | Takuya Jin Yuki Morita             | Mizuki Oikawa     | Hina Hayata          | Honoka Hashimoto Hitomi Satō     | Miyu Katō            | $ 35.000    |
| 11  | Japan Open      | Tokio          | 15.6.–19.6.   | Fan Zhendong          | Ma Long Xu Xin                     | Tomokazu Harimoto | Liu Shiwen           | Ding Ning Li Xiaoxia             | Zeng Jian            | $ 120.000   |
| 12  | Korea Open      | Incheon        | 22.6.–26.6.   | Xu Xin                | Xu Xin Zhang Jike                  | Lim Jong-hoon     | Ding Ning            | Ding Ning Liu Shiwen             | Yui Hamamoto         | $ 120.000   |
| 13  | Pyongyang Open  | Pjöngjang      | 29.6.–3.7.    | Kang Wi-hun           | Cao Wei Xu Yingbin                 | Ro Hyon-song      | Kim Song-i           | Kim Song-i Ri Myong-sun          | Nim Nam-hae          | $ 35.000    |
| 14  | Bulgaria Open   | Panagjurischte | 24.8.–28.8.   | Tomáš Konečný         | Alexei Liwenzow Michail Paikow     | Liao Cheng-Ting   | Yuka Ishigaki        | Miyu Katō Misaki Morizono        | Saki Shibata         | $ 80.000    |
| 15  | Czech Open      | Olmütz         | 31.8.–4.9.    | Yūto Muramatsu        | Cho Eon-rae Park Jeongwoo          | Yūto Muramatsu    | Yang Xiaoxin         | Matilda Ekholm Georgina Póta     | Yoon Hyobin          | $ 70.000    |
| 16  | Belarus Open    | Minsk          | 7.9.–11.9.    | Jang Woo-jin          | Jang Woo-jin Lim Jong-hoon         | Cho Seungmin      | Saki Shibata         | Honoka Hashimoto Hitomi Satō     | Jung Yu-mi           | $ 35.000    |
| 17  | China Open      | Chengdu        | 14.9.–18.9.   | Fan Zhendong          | Ma Long Zhang Jike                 | Ho Kwan Kit       | Ding Ning            | Chen Meng Zhu Yuling             | Zeng Jian            | $ 220.000   |
| 18  | Belgium Open    | De Haan        | 20.9.–24.9.   | Sathiyan Gnanasekaran | Alexei Liwenzow Michail Paikow     | Liao Cheng-Ting   | Georgina Póta        | Georgina Póta Yulia Prokhorova   | Kyoka Kato           | $ 35.000    |
| 19  | Austrian Open   | Linz           | 9.11.–13.11.  | Kenta Matsudaira      | Patrick Franziska Jonathan Groth   | Park Ganghyeon    | Mima Itō             | Honoka Hashimoto Hitomi Satō     | Sakura Mori          | $ 70.000    |
| 20  | Swedish Open    | Stockholm      | 15.11.–20.11. | Yūya Ōshima           | Hugo Calderano Gustavo Tsuboi      | Kenta Tazoe       | Kasumi Ishikawa      | Cheng I-ching Lee I-Chen         | Choi Hyojoo          | $ 70.000    |
| 21  | Grand Finals    | Doha           | 8.12.–11.12.  | Ma Long               | Jung Young-sik Lee Sang-su         | Liao Cheng-Ting   | Zhu Yuling           | Yui Hamamoto Hina Hayata         | Hina Hayata          | $ 500.000   |